# Újpesti TE (Eishockey)
Újpesti TE ist eine ungarische Eishockeymannschaft aus Budapest, die 1955 als Eishockeysektion des Újpesti Torna Egylet (deutsch: Újpester Turnverein) gegründet wurde und sowohl an der internationalen Erste Liga als auch an der ungarischen Meisterschaft teilnimmt.

## Geschichte
Der Sektion Eishockey wurde 1955 als Bp. Dósza SE gegründet. Der Name geht auf György Dózsa zurück, welcher Führer des ungarischen Bauernaufstands war. Während des ungarischen Volksaufstands änderte das Team vorübergehend seinen Namen in Újpesti TE. Nach nicht einmal einem Jahr führte man 1957 jedoch den Namen Újpesti Dózsa SC ein, den man bis 1991 beibehielt. Seitdem heißt der Verein wieder Újpesti TE. Ihren ersten nationalen Meistertitel gewann Újpest 1958. Zuletzt konnte 1988 eine Meisterschaft gewonnen werden. Mit insgesamt 13 Meistertiteln wird Újpest nur von Rekordmeister Ferencvárosi TC (25) übertroffen. Zudem gewann der Verein neunmal den Ungarischen Eishockeypokal (zuletzt 1990).

## Erfolge
- Ungarischer Meister (13×): 1958, 1960, 1965, 1966, 1968, 1969, 1970, 1982, 1983, 1985, 1986, 1987, 1988
- Ungarischer Pokalsieger (9×): 1965, 1966, 1970, 1971, 1972, 1985, 1986, 1988, 1990

## Stadion

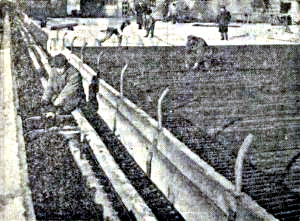
Die Eisbahn des Vereins während der Bauphase (1964)

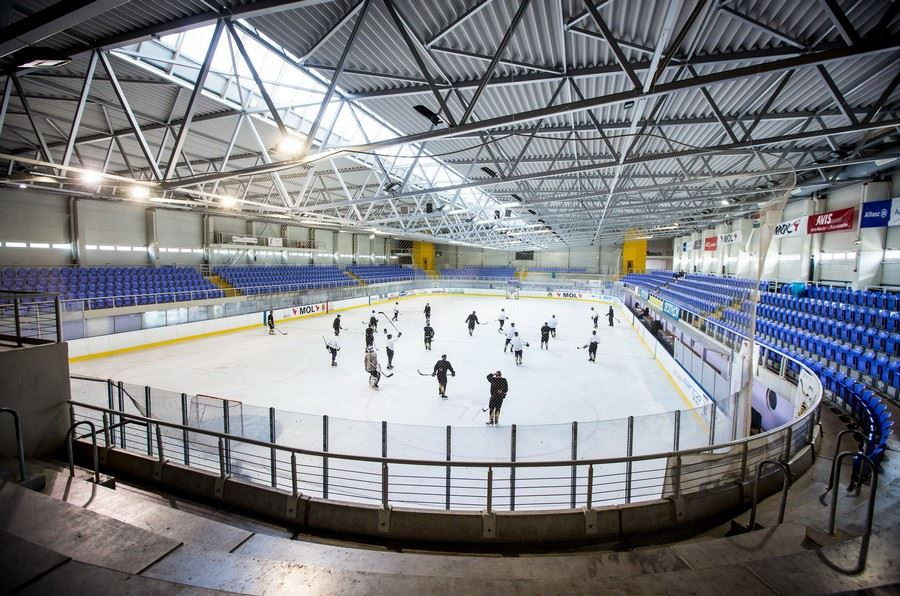
Megyeri úti jégcsarnok

Die Heimspiele des Újpesti TE werden heute in der im Januar 2004 eröffneten Megyeri úti jégcsarnok (deutsch Eishalle Megyeri Straße) in Budapest ausgetragen. Die ursprünglich 1964 eröffnete Eisbahn Megyeri úti jégpálya diente bis 2003 als Spielstätte und wurde anschließend durch einen Neubau ersetzt.

## Frauenmannschaft
Die Frauenmannschaft des Vereins nannte sich UTE Marilyn und nahm an der ungarischen Frauen-Eishockeyliga teil, deren Meistertitel sie 15 Mal gewinnen konnte. In den Saisonen 2015/16 und 16/17 nahm sie auch an der Dameneishockey-Bundesliga teil. Seit 2018 spielt die Mannschaft unter dem Dach von MAC Budapest.